# ضريح إفتخار التجار
ضريح إفتخار التجار (بالفارسية: آرامگاه افتخارالتجار) هو ضريح تاريخي يعود إلى القاجاريون والدولة البهلوية، ويقع في كاشمر. وتم تسجيل هذا الضريح في 26 يونيو 2005 مع رقم تسجيل 11928 باعتباره أحد التراث الوطني الإيراني.